# История вьетнамского языка

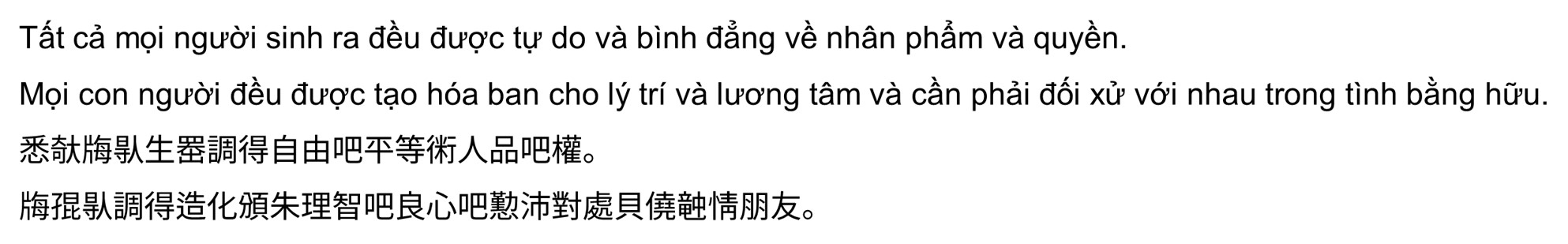
Текст на вьетнамском (куокнгы и тьы-ном)

История вьетнамского языка — формирование и изменение вьетнамского языка на протяжении его существования. Согласно данным сравнительно-исторического языкознания, вьетнамский принадлежит к северной (вьет-мыонгской) подгруппе вьетской группы мон-кхмерской ветви австроазиатской языковой семьи и родственен мыонгскому, монскому и кхмерскому языкам (в порядке отдаления).
С течением времени вьетнамский отдалялся от остальных мон-кхмерских языков, получив нехарактерные для них тоны, односложность и утеряв приставки и суффиксы.

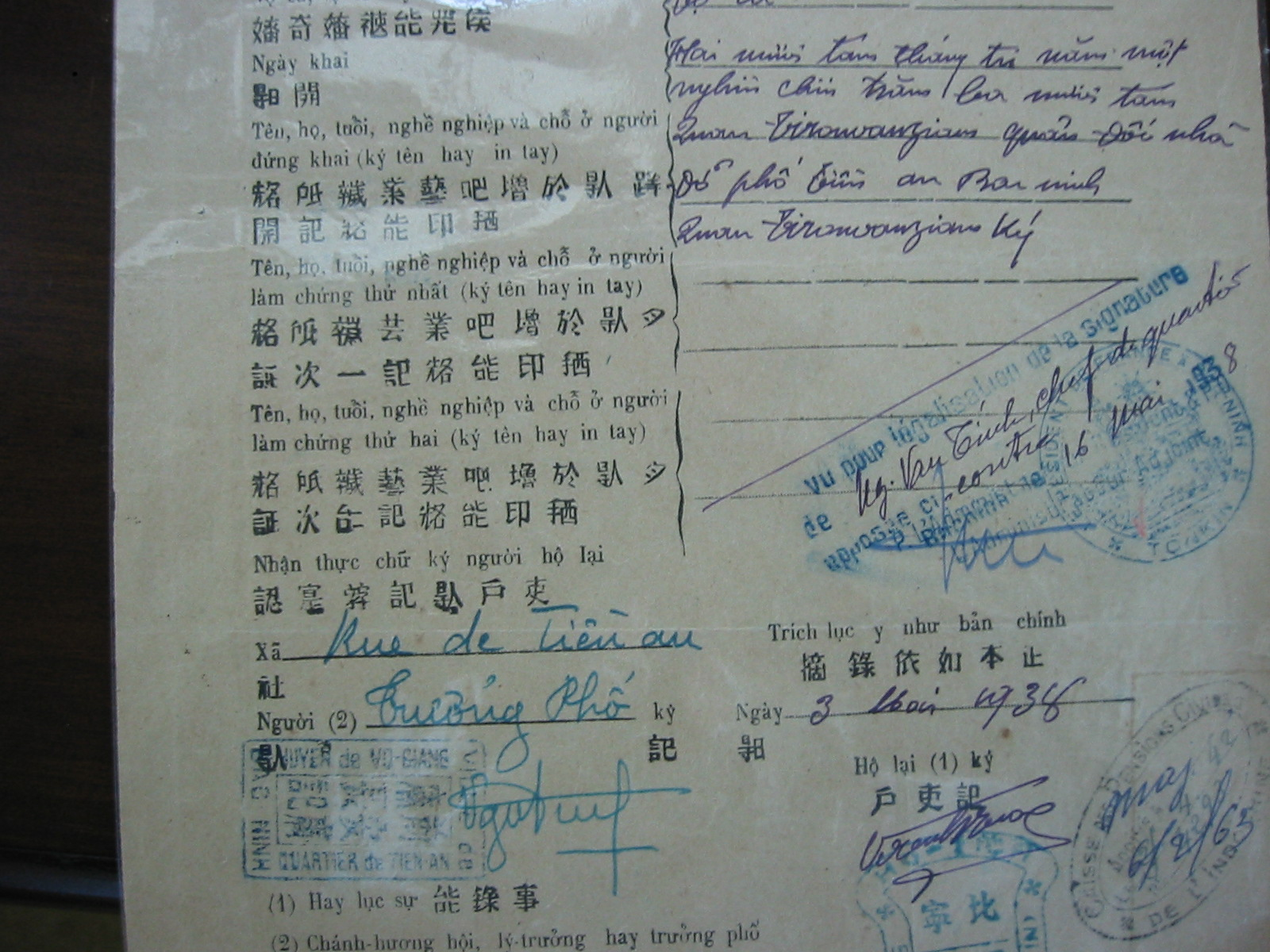
Свидетельство о рождении на тьы-номе

Вьетнамский отличается от остальных вьет-мыонгских тем, что подвергся интенсивной китаизации, в частности, до 60 % лексики современного вьетнамского заимствовано из китайского языка. Китай многократно завоёвывал Вьетнам, начиная со II века до н. э. На протяжении долгого времени китайский был языком литературы Вьетнама. Вьеты разработали систему записи своего языка модифицированными китайскими иероглифами, однако в XX веке вьетнамский был переведён на куокнгы — разновидность латиницы.
После китайского значительное влияние на вьетнамский язык оказал французский. Французскими и португальскими миссионерами была разработана письменность для вьетнамского языка на основе латиницы с диакритическими знаками для обозначения отсутствующих в основном наборе звуков. Кроме того, во вьетнамский проникли галлицизмы дам (đầm, «дама», от «madame»), га (ga, «вокзал», от «gare»), шоми (sơ mi, «рубашка», от «chemise»), бупбе (búp bê, «кукла», от «poupée»).

## Периодизация истории вьетнамского
Анри Масперо делит историю вьетнамского на шесть периодов.
1. Доисторический вьетнамский, он же правьетмыонгский, общий предок вьетнамского и мыонгского языков.
2. Правьетнамский, самая старая реконструируемая стадия развития языка, до заимствования китаизмов. Около VII—IX вв. н. э. На этом этапе во вьетнамском было три тона.
3. Архаичный вьетнамский — период заимствования китаизмов, ок. X в. н. э.
4. Древневьетнамский — язык, записывавшийся тьы-номом, до XV века. В этот период происходит расщепление тонов и потеря некоторыми согласными разделения на звонкие и глухие.
5. Средневьетнамский — язык, описанный в Dictionarium Annamiticum Lusitanum et Latinum[англ.], вьетнамско-португальско-латинском словаре Александра де Рода (XVII век).
6. Современный вьетнамский — с XIX века.

## Правьет-мыонгский язык
Нижеприведённая таблица отражает фонетику правьет-мыонгского языка, после знака «>» приведены современные согласные, развившиеся из данных.
|                     |                          | Губные    | Межзубные | Зубные/Альвеолярные | Ретрофлексные | Нёбные    | Заднеязычные | Глоттальные |       |
| ------------------- | ------------------------ | --------- | --------- | ------------------- | ------------- | --------- | ------------ | ----------- | ----- |
| Взрывные/ Аффрикаты | глухие                   | p > b     |           | t > đ               |               | tʃ > x 1  | c > ch       | k > k/c/q   | ʔ > # |
| Взрывные/ Аффрикаты | звонкие                  | b > b     |           | d > đ               |               |           | ɟ > ch       | ɡ > k/c/q   |       |
| Взрывные/ Аффрикаты | придыхательные           | pʰ > ph   |           | tʰ > th             |               |           |              | kʰ > kh     |       |
| Взрывные/ Аффрикаты | звонкие глоттализованные | ɓ > m     |           | ɗ > n               |               |           | ʄ > nh 1     |             |       |
| Носовые             | Носовые                  | m > m     |           | n > n               |               |           | ɲ > nh       | ŋ > ng/ngh  |       |
| Фрикативы           | глухие                   |           |           | s > t               | ɕ > th        |           |              |             | h > h |
| Фрикативы           | звонкие 2                | (β) > v 3 | (ð) > d   |                     |               | (ς) > r 4 | (ʝ) > gi     | (ɣ) > g/gh  |       |
| Аппроксиманты       | Аппроксиманты            | w > v     |           | l > l               |               | r > r     | j > d        |             |       |

↑  Согласно Ферлюсу, наличие /tʃ/ и /ʄ/ подтверждается не всеми исследователями; у него также реконструирован звук /dʒ/ и преглоттализованный /ʔj/ вместо имплозивного /ʄ/. Однако эти звуки очень близки: оба звонкие палатальные глоттализованные согласные.
↑  Фрикативы, данные в скобках, развились из аллофонов взрывных согласных, появлявшихся между гласными. В правьет-мыонгском они отсутствовали, так как в мыонгском их нет, но они однозначно были на следующем этапе жизни языка. Потеря приставок сделала фрикативность фонемной. Ферлюс в 1992 году предположил, что эти звуки могли быть глухими и звонкими фрикативами, соответствовавшими глухим и звонким взрывным, однако к 2009 году оставил эту гипотезу, сочтя, что взрывные подверглись фрикативизации и озвончению одновременно по следующей схеме:
- /p/, /b/ > /β/
- /t/, /d/ > /ð/
- /k/, /ɡ/ > /ɣ/
- /s/, /ɕ/ > /ς/
- /c/, /ɟ/ и /tʃ/ > /ʝ/

↑  В средневьетнамском исход данных звуков записывался особой буквой  (/β/), однако он отличался от /w/.
↑  Не ясно, каков был этот звук. В работе 1992 года Ферлюс предполагает, что в X веке это был /ɽ/, и он контрастировал /r/.
Существовали следующие стечения инициалей:
- pr, br, tr, dr, kr, gr > /kʰr/ > /ks/ > s;
- pl, bl > MV bl > ханойский «gi», сайгонский «tr»;
- kl, gl > MV tl > tr;
- ml > MV ml > mnh > nh;
- kj > gi.

Благодаря заимствованию из китайского во вьетнамский пришли звуки /ʂ/ и /ʈ/ (современные ханойские /s/, /c/).

## Происхождение тонов

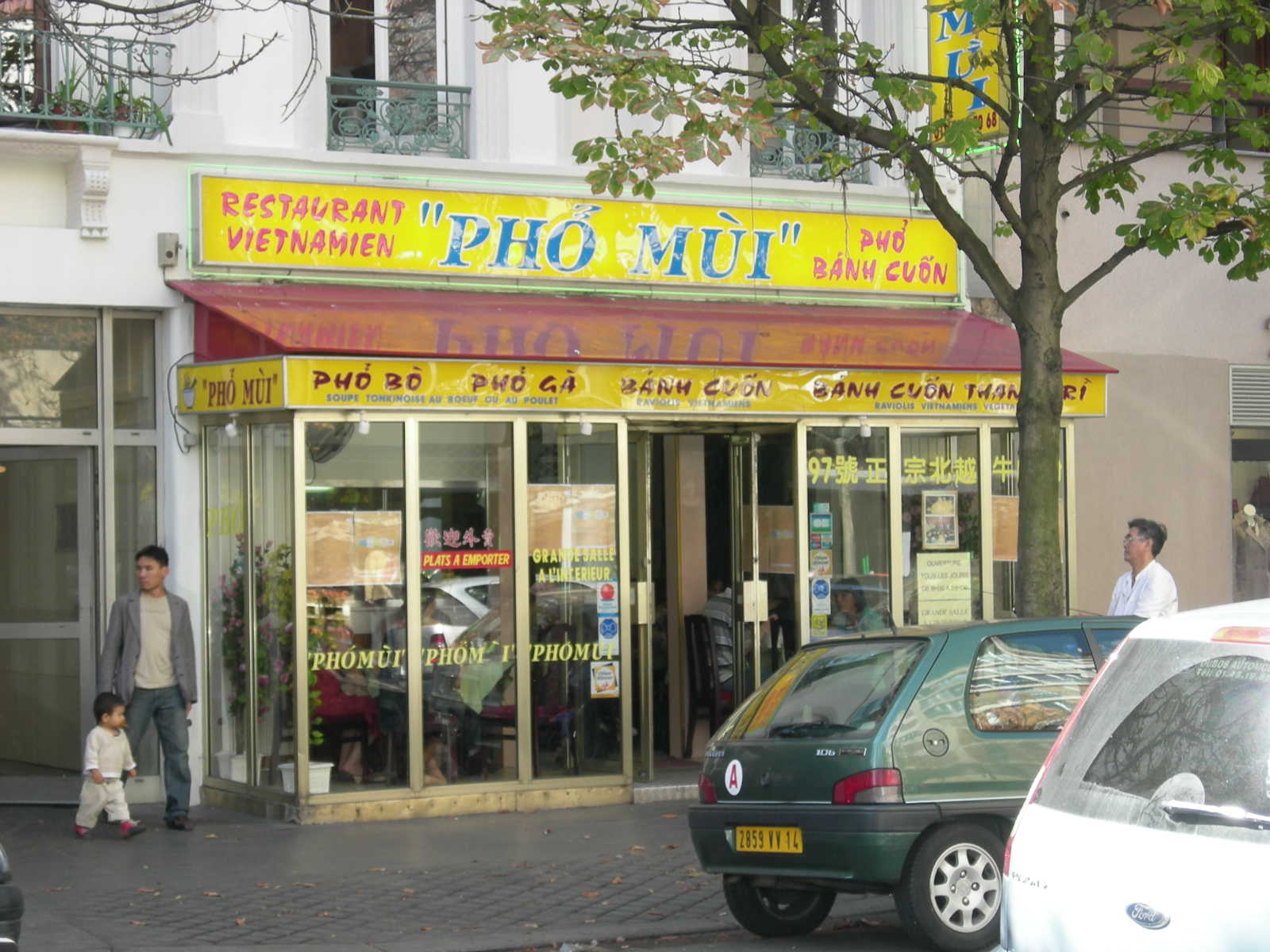
Вьетнамский ресторан в Париже оформлен вывесками на вьетнамском

В правьет-мыонгском не было тонов, но в дочерних языках они появились из инициалей и финалей. Развитие происходило следующим образом:
| Регистр         | Инициаль | Мягкая финаль      | Глоттальная финаль | Фрикативная финаль        |
| --------------- | -------- | ------------------ | ------------------ | ------------------------- |
| Высокий регистр | Глухой   | A1 ngang «ровный»  | B1 sắc «острый»    | C1 hỏi «вопросительный»   |
| Низкий регистр  | Звонкий  | A2 huyền «висящий» | B2 nặng «тяжёлый»  | C2 ngã «опрокидывающийся» |

Глоттальная финаль оканчивается на /ʔ/, фрикативная — на /s/ или /h/. Оба типа слогов могут включать носовой звук (например, /m/ или /n/).
В некий момент произошло расщепление тонов, аналогично многим восточноазиатским языкам. Аллофония перешла в тоны, так как слоги со звонкими инициалями произносились отлично от слогов с глухими. Качественное разделение присутствует сегодня в ханойском и других северных диалектах, а в южных (включая сайгонский) преобладает различие по высоте тона.
Простые звонкие взрывные согласные стали глухими, и появилось ещё несколько тонов. Имплозивные взрывные согласные это не затронуло, они развивались как глухие.
В правьет-мыонгском были слоги с нейтральными гласными, и в словах с ними инициаль главного слога оказывалась в интервокальной позиции, и, испытывая леницию, становилась звонким фрикативом. После расщепления тонов слоги с нейтральными гласными исчезли. В результате в современном вьетнамском слоги, начинающиеся со звонкого фрикатива, существуют во всех шести тонах, а регистр отражает озвончение приставки с нейтральным гласным, а не начального взрывного согласного в правьет-мыонгском. Аналогично, слова, начинающиеся с /l/ и /ŋ/ существуют в обоих регистрах. Томпсон реконструировал глухие носовые согласные для объяснения появления слогов, где носовые имеют первый регистр, однако Ферлюс считает данные звуки избыточными.

## Средневьетнамский
Современная латинизированная письменность, использующаяся для записи вьетнамского языка, была создана специально для него миссионерами. Произношение рифм почти идентично современному произношению в ханойском диалекте, однако многие инициали с тех времён изменились, сайгонский диалект отражает их произношение более точно.
|               |                          | Губные    | Зубные/Альвеолярные | Ретрофлексные | Нёбные     | Заднеязычные | Глоттальные |
| ------------- | ------------------------ | --------- | ------------------- | ------------- | ---------- | ------------ | ----------- |
| Взрывные      | глухие                   | p [p]1    | t [t]               | tr [ʈ]        | ch [c]     | c/k [k]      |             |
| Взрывные      | придыхательные           | ph [pʰ]   | th [tʰ]             |               |            | kh [kʰ]      |             |
| Взрывные      | звонкие глоттализованные | b [ɓ]     | đ [ɗ]               |               |            |              |             |
| Фрикативные   | глухие                   |           |                     | s [ʂ]         | x [ɕ]      |              | h [h]       |
| Фрикативные   | звонкие                  | ꞗ [β]     | d [ð]               |               | gi [ʝ]     | g/gh [ɣ]     |             |
| Носовые       | Носовые                  | m [m]     | n [n]               |               | nh [ɲ]     | ng/ngh [ŋ]   |             |
| Аппроксиманты | Аппроксиманты            | v/u/o [w] | l [l]               | r [ɹ]         | y/i/ĕ [j]2 |              |             |

↑  [p] встречается только в конце слога.
↑  [j] не встречается в начале слога, но может находиться в его конце и записываться буквой «i» или «y» (выбор часто определяет качество или долготу предыдущего гласного), и после /ð/ и /β/, в этом случае обозначаясь «ĕ». Последний звук исчез из современного языка.
Следует принимать во внимание, что различие «б» [ɓ] и «п» [p] никогда не влияет на смысл, что предполагает их аллофонию, аналогичное верно для «gi» [ʝ] и «y»/«i»/«ĕ» [j].
Кроме того, в средневьетнамском были три исчезнувшие позже сложные инициали:
- tl /tl/ > современная «tr»;
- bl /ɓl/ > современная «gi» (ханойский диалект), «tr» (сайгонский диалект);
- ml /ml/ > mnh /mɲ/ > современный «nh».

Большинство из необычных соответствий букв звукам в современном куокнгы может быть объяснено историей языка.
- В системе латинизации де Рода было две разных буквы «b»: обычная b и ꞗ. Последняя обозначала звонкий губно-губной спирант /β/. Примерно через столетие /β/ и /w/ слились в /v/, записывающийся буквой «v».
- Медиаль /j/, которая записывалась как ĕ, исчезла.
- Знаки «đ» для /ɗ/ и d /z/ были выбраны потому, что, хотя в то время «đ» обозначал альвеолярный звук, «d» означал зубной /ð/. Буква «d» была присвоена последнему по аналогии с обозначением звука /ð/ в испанском языке.
- «x» был альвеопалатальным[англ.] /ɕ/, а не зубным /s/, как сегодня. В XVII веке в португальском, известном миссионерам, «s» был апикальным (/s̺/ (как и сейчас, на бо́льшей территории Испании и в некоторых частях Португалии), а «x» — палато-альвеолярным[англ.] /ʃ/. Похожесть /s̺/ на вьетнамский ретрофлексный /ʂ/ привело к такому назначению букв. В современном ханойском диалекте «x» и «s» означают один и тот же звук — /s/.